# Gran sello del estado de Georgia
El gran sello del estado de Georgia fue adoptado originalmente en 1798 como parte de la constitución del estado. Desde entonces, ha sido modificado en varias ocasiones.
El anverso (parte delantera) del sello muestra un arco con tres pilares; el arco simboliza la constitución del estado y los pilares representan a los tres poderes del Estado: el legislativo, el ejecutivo y el judicial. Las palabras del lema del estado− Wisdom, Justice, Moderation (Sabiduría, Justicia, Moderación) − están entrelazadas entre las columnas. Entre ellas aparece un hombre (probablemente un soldado de la Revolución Americana) con una espada desenvainada, que representa la defensa militar de la Constitución. Esta imagen también forma parte del escudo de armas del estado.
En la parte superior del escudo de armas aparecen las palabras State of Georgia (estado de Georgia), y en la parte inferior aparece el año 1776, que conmemora la fecha de la Declaración de Independencia. La fecha original fue 1799 (cuando se adoptó el escudo), pero fue cambiada en 1914.
En el reverso del escudo, se muestra una imagen de la costa de Georgia y en ella un barco (portando la bandera de Estados Unidos) que llega para embarcar tabaco y algodón, simbolizando las exportaciones del estado. A su vez, hay otro barco que trae los productos de las cosechas de las tierras del interior, una representación del comercio interno de los Estados Unidos. En la parte trasera, aparecen un hombre arando y un rebaño de ovejas. Como el lema que está en la parte superior indica, estas imágenes representan la agricultura y el comercio del estado. Aparece aquí también la fecha de 1776.

## Curiosidades
- Por ley, el secretario de Estado de Georgia es quien se encarga de custodiar el gran sello. Esta custodia ha suscitado en ocasiones controversia:
  - De 1868 a 1871, durante la época de la Reconstrucción, el sello no se usó para fines oficiales, ya que estaba escondida en la casa de Nathan C. Barnett, el secretario de Estado durante la guerra. En 1872, cuando los georgianos retomaron el control del gobierno, Barnett (que había sido reelegido) devolvió el gran sello.
  - Durante la Controversia de los tres gobernadores en 1947, el secretario de Estado, Ben W. Fortson, Jr., cogió el sello y lo escondió, para prevenir que ninguno de los aspirantes se hiciera con el poder hasta que el Tribunal Supremo de Georgia decidiera quien era el ganador.

- El sello o escudo de armas aparece en siete de las ocho banderas de Georgia. No aparece en la bandera utilizada entre 1879 y 1902.

- Una representación en hierro fundido de los pilares y el arco se encuentra en la entrada norte de la Universidad de Georgia desde 1858. Según la leyenda, trae mala suerte a los novatos ( o en algunas versiones a los no graduados) pasar bajo el arco. La leyenda explica que cualquier estudiante que cruce prematuramente el arco no se llegará a graduar. En la actualidad, el arco es símbolo importante de la universidad.

## Sellos del Gobierno de Georgia

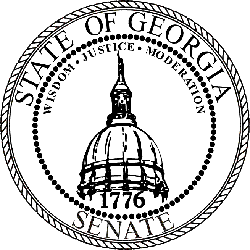
Sello de armas del Senado Estatal de Georgia
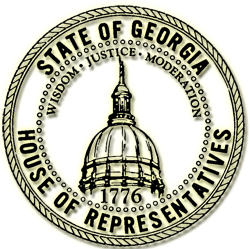
Sello de armas de la Cámara de Representantes de Georgia
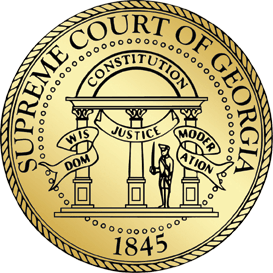
Sello de armas de la Corte Suprema de Georgia